# Villa Kallstenius

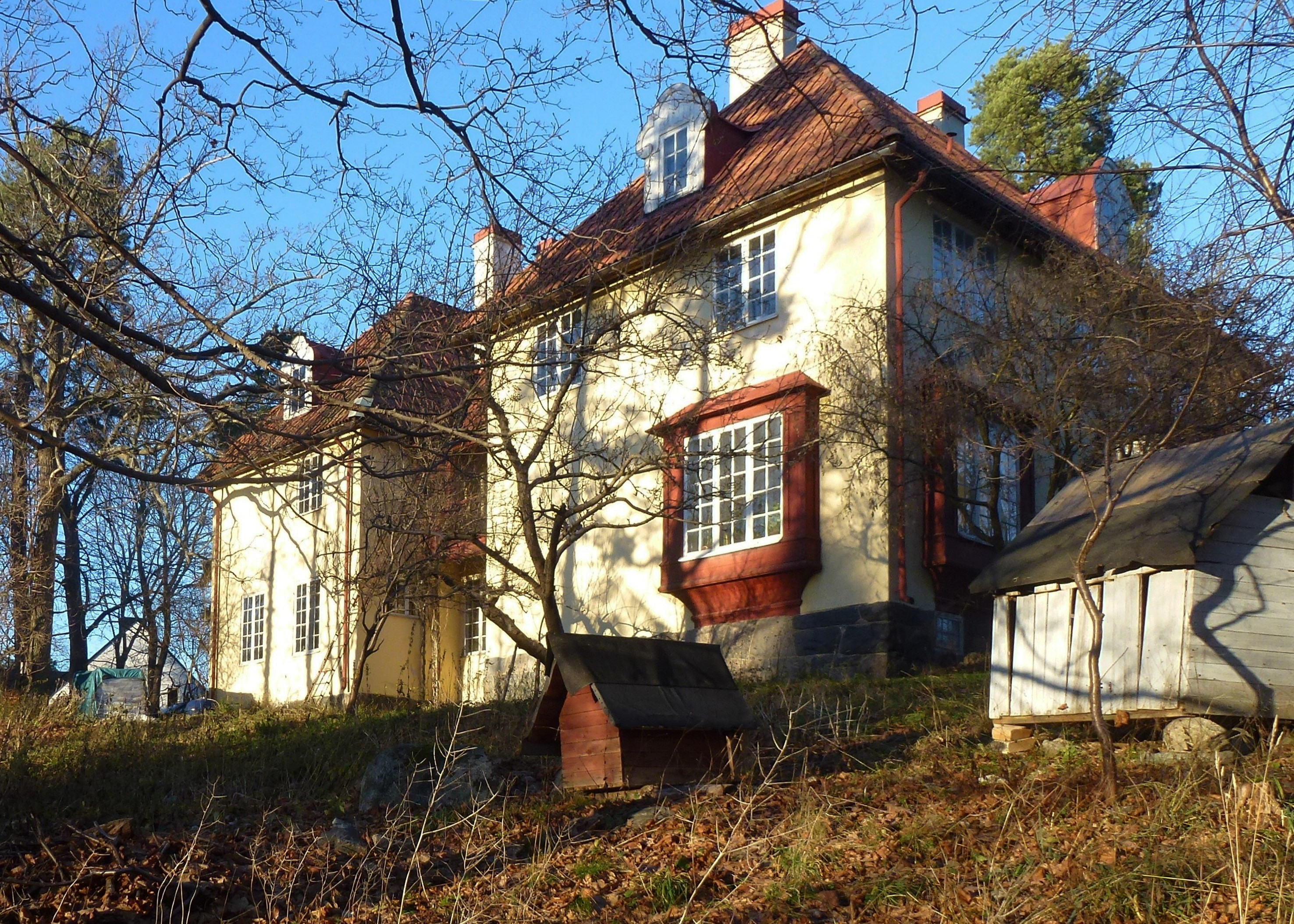
Villa Kallstenius i november 2013.

Villa Kallstenius (även kallad Villa Kallstena) är en kulturhistoriskt värdefull byggnad vid Krokvägen 1B i Storängen, Nacka kommun. Villan ritades 1906 av arkitekt Gustaf Petterson för konstnärsparet Gottfrid Kallstenius och Gerda Roosval-Kallstenius. Villan bedömdes enligt en kulturhistorisk byggnadsinventering av Storängen år 1979 som ”värdefull”.

## Bakgrund
Storängens villasamhälle grundades år 1904 av Tjänstemännens egnahemsförening och lockade till sig inte bara tjänstemän från övre medelklass utan även universitetslärare, direktörer, ingenjörer och en lång rad konstnärer, bland dem Georg och Hanna Pauli, Richard Bergh, Anton Genberg, Thure Lennart Nyblom samt Gottfrid Kallstenius med  hustru Gerda Roosval-Kallstenius. Den nyöppnade järnvägen Stockholm-Saltsjön (Saltsjöbanan) med sin snabba trafikförbindelse till och från Stockholm och hållplats i Storängen bidrog till att villasamhället blev attraktivt.

## Beskrivning

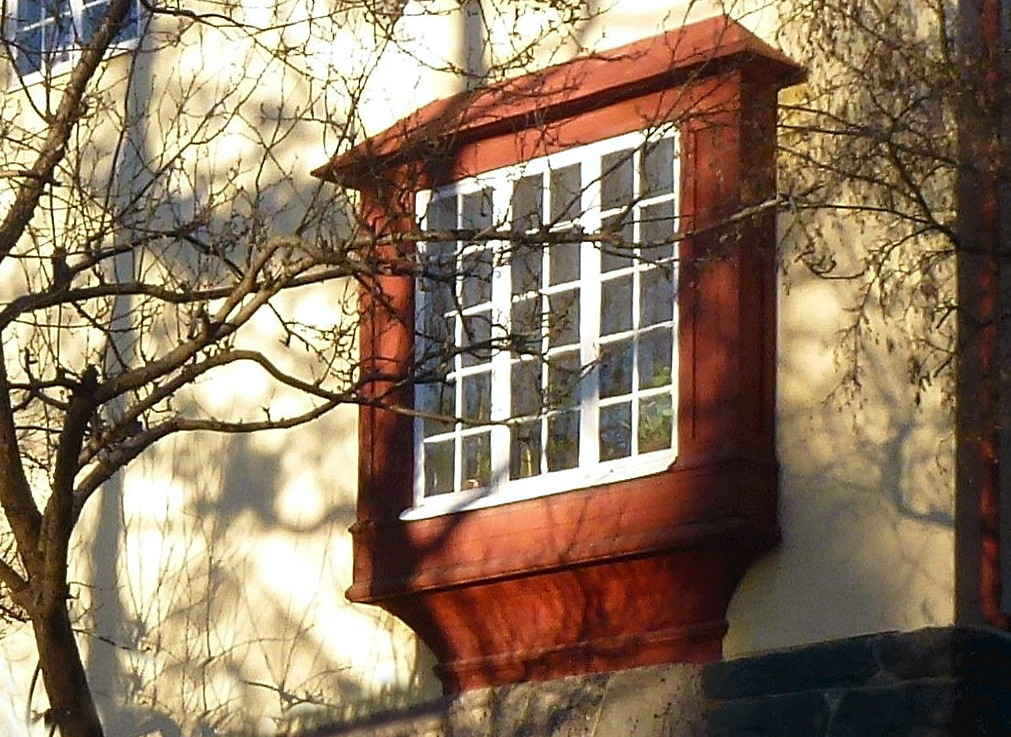
Fasaddetalj, burspråk.

År 1906 gav Kallstenius arkitekt Gustaf Petterson i uppdrag att i östra utkanten av Storängen rita en villa med två ateljéer till både sig och hustrun. Villan blev en mäktig stenbyggnad i jugend. Huset är uppfört i två våningar under ett valmat sadeltak. 
Planen är i U-form med sina flyglar mot en brant sydvästsluttning. Fasaderna är putsade och avfärgade i ljusgul kulör. Detaljer som burspråk och räcken är rödmålade. Fönstren är småspröjsade, som var vanligt på Storängens villor. Tidningen Idun uppmärksammade Gottfrid Kallstenius konst 1909 och passade på att visa några ”ex- och interiörer från hans trefna artisthem ute vid Storängen”.
Till granne, vid nuvarande Krokvägen 1A, hade Kallstenius bokförläggaren Wilhelm Widstrand, som 1906 flyttade in till Villa Widstrand. Kallstenius bodde i villan fram till sin död 1943, hustrun avled redan fyra år tidigare. Till familjen hörde även sonen  Evald Kallstenius (1898-1957), också han konstnär.
Villans enskilda läge i södra kröken av dåvarande Skogsvägen och med bara 200 meter gångavstånd till Långsjön förändrades drastiskt i slutet av 1960-talet när Saltsjöbadsleden byggdes. Sedan dess är kontakten österut bruten av motorvägen.

## Bildgalleri

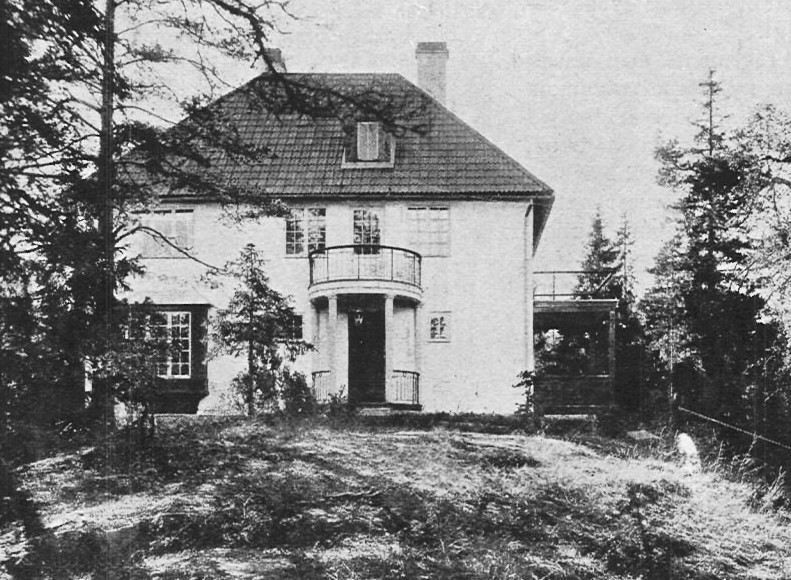
Entrésidan
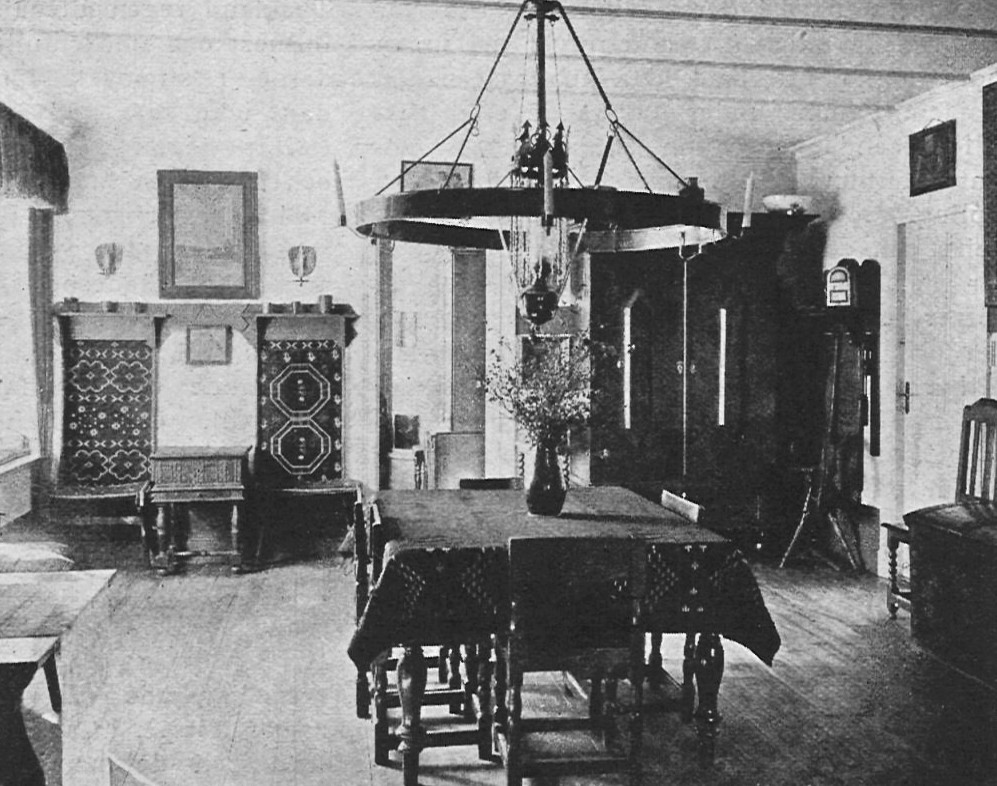
Matsalen
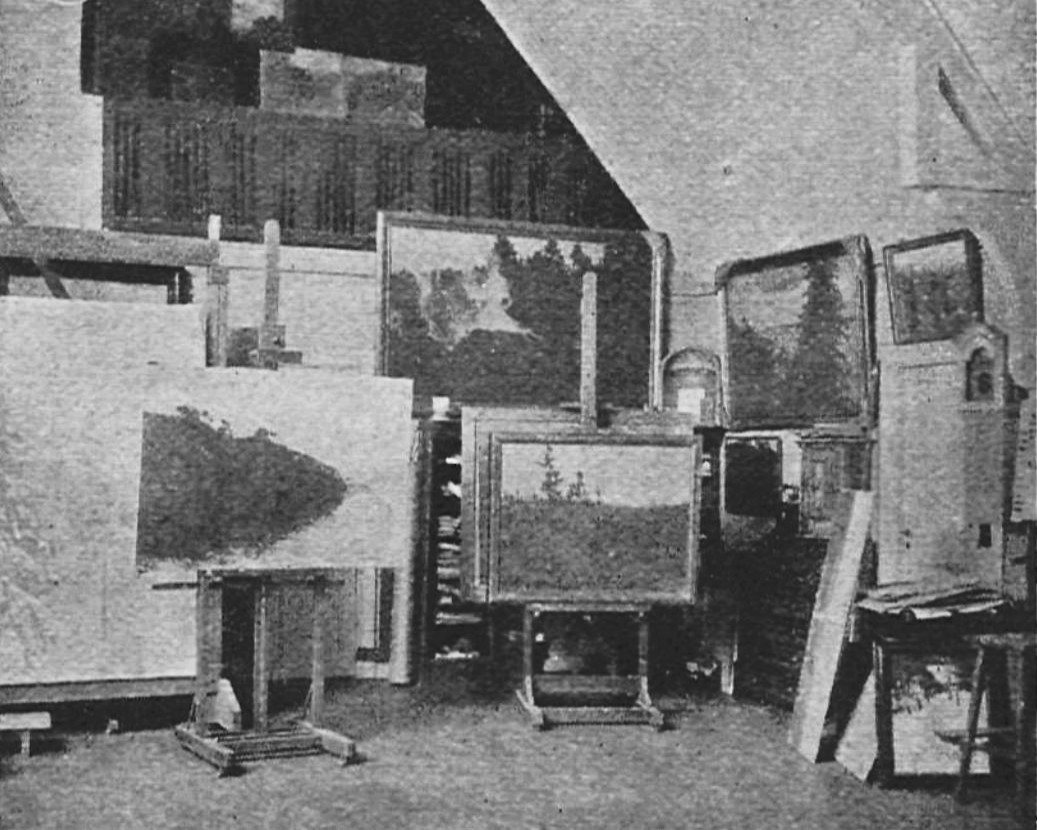
Ateljén